# سولانژ دکر
سولانژ دکر (به انگلیسی: Solange Dekker)(زاده ۱۹۹۵) مدل، آرایشگرمو و ملکه زیبایی هلندی است. او برنده مسابقه دوشیزه ملکه بین‌المللی در سال ۲۰۲۳ شد.
او یک زن ترنس است.